# Desa Nambangan (administrativ by i Indonesien, lat -7,80, long 109,84)
Desa Nambangan är en administrativ by i Indonesien.   Den ligger i provinsen Jawa Tengah, i den västra delen av landet, 400 km sydost om huvudstaden Jakarta.